# 圣艾蒂安迪沃夫赖
圣艾蒂安迪沃夫赖（法語：Saint-Étienne-du-Vauvray，法語發音：[sɛ̃.t‿etjɛn dy vovʁɛ]）是法国厄尔省的一个市镇，属于莱桑德利区。

## 地理
圣艾蒂安迪沃夫赖（49°14'34"N, 1°13'13"E）面积8.84 平方千米，位于法国诺曼底大区厄尔省，该省份为法国北部内陆省份，北起滨海塞纳省，西接奧恩省和卡爾瓦多斯省，南至厄尔-卢瓦省，东临瓦兹省、瓦兹河谷省和伊夫林省。
与圣艾蒂安迪沃夫赖接壤的市镇（或旧市镇、城区）包括：瓦勒德勒伊、勒沃德勒伊、圣皮埃尔迪沃夫赖。

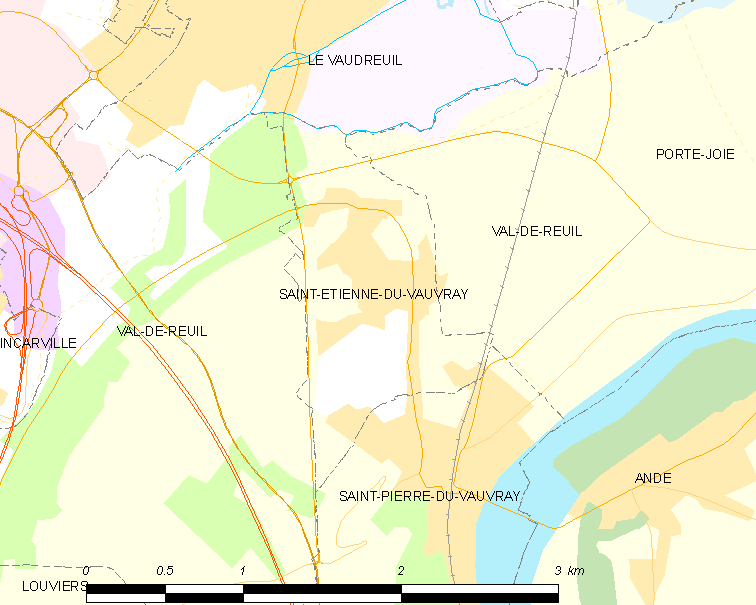
圣艾蒂安迪沃夫赖的OSM定位图

圣艾蒂安迪沃夫赖的时区为UTC+01:00、UTC+02:00（夏令时）。

## 行政
圣艾蒂安迪沃夫赖的邮政编码为27430，INSEE市镇编码为27537。

## 政治
圣艾蒂安迪沃夫赖所属的省级选区为卢维耶县。

## 人口

1962-2008年间圣艾蒂安迪沃夫赖人口变化图示

圣艾蒂安迪沃夫赖于2022年1月1日时的人口数量为890人。